# 宮里藍のビッグゴルフ in USA
宮里藍のビッグゴルフ in USA（みやざとあい　- イン・ユーエスーエー）は、テレビ東京で2006年4月2日から2007年3月31日まで放映されたゴルフ番組である。

## 番組概要
- 同番組は2006年からアメリカツアーに参戦した宮里藍選手が初めて番組ホステスを担当するもので、アメリカツアーのトップ女子プロゴルファーとのスキンズマッチ（賞金制マッチプレー。各ホールの成績トップの選手に1,000アメリカドルの賞金が贈られる。同点の場合は次のホールに繰り越し）を行う。また、宮里選手自身のアメリカでのプライベートぶりや、宮里選手の親近者へのインタビューなどを交えるサイドコーナーもある。
- テレビ東京での日曜夜のゴルフ番組は、2000年10月にこれまで放送してきた「岡本綾子のスーパーゴルフ」が夕方に移行した後、しばらくの間は放送がなく、この番組の開始で5年半のブランクを得て日曜夜のゴルフ番組が復活した。放送開始から半年で、土曜昼11:30 - 12:00に枠移動した。枠移動後は、移動先の同枠で放送されていた番組の倍近い視聴率を獲得していたが、2007年3月をもって終了した。

## 出演者
- ホステス:宮里藍選手
- 進行:岩瀬惠子
- 解説:岡本綾子選手
- 聞き手:植草朋樹（テレビ東京　第1戦のみ） → 根岸朗（第2戦以後）

## 対戦記録
- 第1戦（2006年4月2日 - 5月7日放送分）
  - 宮里藍選手：4,000USドル
  - ローラ・デービース選手：7,000USドル
  - カリー・ウェブ選手：7,000USドル
- 第2戦（2006年5月14日 - 6月18日放送分）
  - 宮里藍選手
  - ルイーズ・スターレ選手
  - ブリタニー・キング選手
- 第3戦（2006年6月25日 - 7月30日放送分）
  - 宮里藍選手
  - パク・セリ選手
  - ロサレス選手

## 番組提供スポンサー
- 提供クレジットは番組開始当初、三菱電機と久光製薬の部分はカラー表示（後期に絨毯付き）だったが、後期に三菱電機・久光製薬の部分はVTRに挿入しており、三菱・久光以外のスポンサーはテレビ東京出ししている。
- 2006年10月より三菱電機が筆頭スポンサーに久光製薬など複数社提供枠になっている。